# El baño de la reina, Valsaín
El baño de la reina, Valsaín ist ein in Öl auf Leinwand gemaltes Bild des spanischen Impressionisten Joaquín Sorolla (1863–1923) aus dem Jahre 1907. Es hat eine Höhe von 106 cm und eine Breite von 82,5 cm.
Es zeigt eine Reihe von Kiefern, von denen fast nur die nackten Stämme zu sehen sind, die sich in einem kleinen Bach spiegeln. Der Titel übersetzt sich ins Deutsche mit „Das Bad (im Sinne von Badezimmer) der Königin“. Die Wiedergabe der Lichteffekte unter südlicher Sonne ist typisch für den Luminismo valenciano, eine in Spanien aus dem Impressionismus hervorgegangenen Sonderform des Neoimpressionismus, deren Hauptvertreter Joaquín Sorolla war.
Das Gemälde wurde gemalt während eines Sommeraufenthalts des Malers und seiner Familie in La Granja, in der Nähe des Schlosses La Granja, einer damaligen Sommerresidenz der spanischen Könige in der Provinz Segovia. Dort befindet sich auch das Dorf Valsaín. Er hatte dort den Sommer verbracht mit dem Auftrag, den damals 21-jährigen König Alfons XIII. in Husarenuniform zu malen.
Sorollas Lehrer Gonzalo Salvá Simbor (1845–1923) an der Real Academia de Bellas Artes de San Carlos de Valencia war ein Anhänger der Schule von Barbizon. Er versuchte, seinen Studenten die Freilichtmalerei näherzubringen. Ab dem Jahr 1900 hatte die Freilichtmalerei eine große Bedeutung für Sorolla.
El baño de la reina, Valsaín gehört zur Sammlung des Museo Sorolla in Madrid.

## Ausstellungen
Das Gemälde war 1908 in einer Ausstellung der Londoner Grafton Galleries zu sehen. Bei Grafton war 1905 die erste große Impressionisten-Ausstellung in Großbritannien zu sehen gewesen. Das Bild wurde dort unter dem Titel The Forest. La Granja ausgestellt. 1909 war es in einer Sorolla-Ausstellung der 1904 gegründeten Hispanic Society of America in New York zu sehen. 1911 wurde es, ebenfalls von der Hispanice Society of America organisiert, in der Ausstellung A Collection of Oil Paintings by Joaquín Sorolla y Bastida im Saint Louis Art Museum in St. Louis, Missouri ausgestellt.
In neuerer Zeit war es Teil einer Sorolla-Wanderausstellung und war 1998 bis 1999 in Andorra la Vella, von 2000 bis 2002 in Ourense, Pontevedra, Lugo, Saragossa, Logroño, Segovia, Las Palmas de Gran Canaria, Huelva, Badajoz, Girona, Valencia, Castellón de la Plana, Alicante und Albacete zu sehen, 2003 in Talavera de la Reina, Cuenca, Ciudad Real und Toledo und 2004 bis 2005 in Ávila, Murcia und Aranjuez.